# C/1992 N1
Poznamo še pet drugih kometov z imenom Machholz: C/1978 R3 (druge oznake 1978 XIII, 1978l), C/1985 K1 (druge oznake 1985 VIII, 1985e), C/1988 P1 (druge oznake 1988 XV, 1988j), C/1994 T1 (druge oznake 1994 XXVII, 1994r)in C/204 Q2.
Komet Machholz ali C/1992 N1 je komet, ki ga je odkril ameriški ljubiteljski astronom Donald Edward Machholz 2. junija 1992.

## Lastnosti
Komet ima parabolično tirnico. Soncu se je najbolj približal 10. julija 1992 , 
ko je bil na razdalji okoli 0,82 a.e. od Sonca. Njegova največja magnituda je bila 9,0 
Komet je 10. julija nenadoma izginil .